# Torymus calcaratus
Torymus calcaratus är en stekelart som beskrevs av Christian Gottfried Daniel Nees von Esenbeck 1834. Torymus calcaratus ingår i släktet Torymus och familjen gallglanssteklar. Inga underarter finns listade i Catalogue of Life.